# Forteresse de Vinica
La forteresse de Vinica (en macédonien : Виничко Кале, Viničko Kale) est une forteresse qui domine la ville de Vinica, située dans l'est de la Macédoine du Nord. Elle est construite sur un promontoire du massif de la Plačkovica, et surplombe la ville de 70 mètres de hauteur. Le site, aujourd'hui en ruines, fut utilisé du Néolithique au Moyen Âge.

## Archéologie

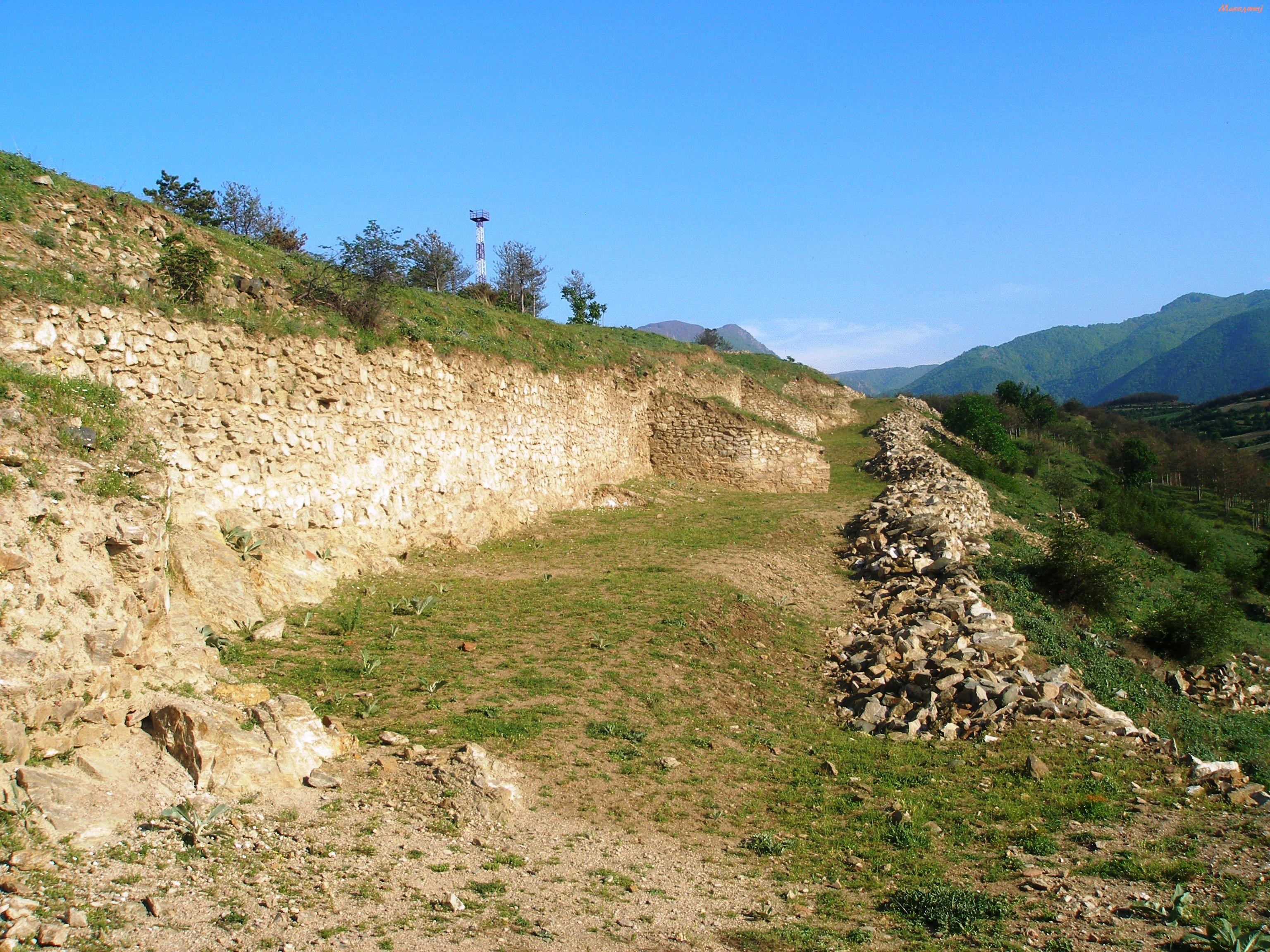
Le mur d'enceinte.

Les ruines de la forteresse couvrent environ 2,5 hectares. L'ensemble est situé au sommet d'une colline aux pentes abruptes, et offre une vue excellente sur la vallée de la Bregalnica. Les ruines ont été découvertes en 1954 et le site fut d'abord appelé Gradište (du mot « grad », qui désigne une ville), car les archéologues pensaient avoir trouvé les restes d'une ancienne ville. En 1958, la fonction militaire du site est établie, et il reçoit le nom de « forteresse ». L'intérêt du site se trouve augmenté après la découverte de ses cinq icônes en terre cuite en 1978. Depuis 1985, le site est fouillé en permanence.
Les archéologues ont notamment mis au jour les fondations de plusieurs bâtiments, comme des salles de stockage, des bains et une église. Les murs sont construits en en pierre et en mortier de chaux et certaines portions font encore quatre mètres de haut. Le mur d'enceinte fait trois mètres d'épaisseur et il comptait à l'origine au moins une tour circulaire. L'église conserve des colonnes, des chapiteaux, du carrelage et du mobilier précieux (céramiques, objets en bronze, bijoux...). On y a aussi retrouvé la tombe d'une femme du XIIe siècle, dans laquelle se trouvaient des objets en verre, des bracelets en bronze, des bagues en or et une broche en os.

## Histoire
Les résultats des fouilles montrent des influences et des occupations diverses au fil du temps. La forteresse se trouvait sur la route entre les deux grandes villes antiques de Stobi et de Serdica. Le site a peut-être été une véritable ville vers le IVe siècle, et serait alors la cité de Kelenidin, siège épiscopal mentionné dans des sources écrites.

## Les icônes de Vinica
Ces reliefs en terre-cuite présentent des images chrétiennes ainsi que des inscriptions liturgiques en latin. Elles ont été réalisées au Ve siècle ou au VIe siècle et auraient servi d'appliques sur les murs jouxtant un cimetière de l'Antiquité tardive.